# 11e régiment de hussards (Autriche-Hongrie)
Pour les articles homonymes, voir 11e régiment.

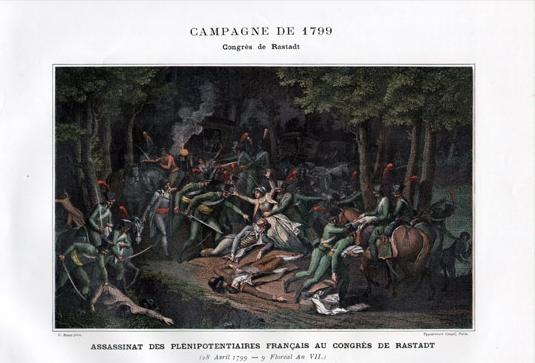
Assassinat des Plénipotentiaires Français à Rastadt (28 avril 1799). Typogravure originale de Boussod et Valadon d'après C. Monet, 1893.

Le 11e régiment de hussards, connu à partir de 1909 comme 11e régiment de hussards « Ferdinand Ier roi des Bulgares », est une unité de la monarchie de Habsbourg puis de l'Autriche-Hongrie.
Créée en 1762 comme régiment de hussards de la frontière székler (Szekler-Grenzhusarenregiment), il reçoit le numéro 11 en 1798. Le régiment continue d'exister en 1867 dans l'armée commune de l'Autriche-Hongrie et est dissous en 1918 à la fin de la Première Guerre mondiale.

## Historique
Le régiment participe à la guerre austro-turque de 1788-1791 puis aux guerres de la Révolution française. Commandés par le colonel Joseph Barbaczy, les hussards du régiment assassinent des ambassadeurs français à l'issue du second congrès de Rastadt.
Ils participent ensuite aux guerres napoléoniennes.

## Uniforme
Lors de la création du régiment, leur uniforme dérive de celui des hussards palatins (de) : pelisse et un dolman bleu foncé à parements dorés, hauts-de-chausses rouges, ceinture bleue et dorée.
Les hussards du régiment portent de 1798 jusqu'en 1850 une pelisse et un dolman bleu foncé à boutons blancs, des hauts-de-chausses bleu foncé et un shako noir,. Ils reçoivent en 1850 un attila bleu foncé à olives blanches, porté jusque vers 1915,. Le shako est vert gazon après 1850 puis noir au début du XXe siècle.